# ЛМ-2008
ЛМ-2008 (71-153, 71-153.3) — российский пассажирский односекционный четырёхосный односторонний трамвайный вагон с низкопольной площадкой в середине вагона.

## История
Строительство прототипа началось в конце 2007 года, а 5 марта 2008 года начались его испытания. 15 мая 2008 года испытания окончены и решением межведомственной комиссии (МВК) трамвай получил официальное одобрение на эксплуатацию на улицах города и был рекомендован к серийному производству. Позднее, на опытном экземпляре были заменены светодиодные маршрутоуказатели АГИТ на новые табло фирмы «BUSE», имеющие блинкерные матрицы и светодиодную подсветку, благодаря которым их лучше видно в любое время суток. На серийных вагонах устанавливались информационные системы фирмы «РИПАС».

## Конструкция
ЛМ-2008 — четырёхосный трамвайный вагон колеи 1524 мм с переменным уровнем пола. Доля низкого пола составляет 40%.
Несущий каркас кузова — металлический, наружная обшивка бортов вагона, передняя и задняя панели выполнены из стеклопластика. Общий вес вагона по сравнению с моделями предыдущих поколений снижен. Следствием этого стало снижение эксплуатационных затрат (в том числе расхода электроэнергии).
Уровень пола в средней части вагона низкий — 350 мм от головки рельса. Накопительные площадки в пониженной части салона оборудованы выдвигающимися аппарелями и специально оборудованными местами.
Двери — поворотно-лавирующего типа, расположены в начале (одностворчатая), в низкопольной части (две двустворчатые) и в конце (одностворчатая) вагона.
Тяговых электродвигателей четыре, по два на каждой из тележек. Система управления асинхронными двигателями посредством IGBT-транзисторов. Основное торможение — электродинамическое с возможностью рекуперации. Для дотормаживания используются дисковые механические тормоза с электроприводом.
Также присутствуют магниторельсовые тормоза. Предусмотрена возможность кратковременного движения вагона без контактной сети.

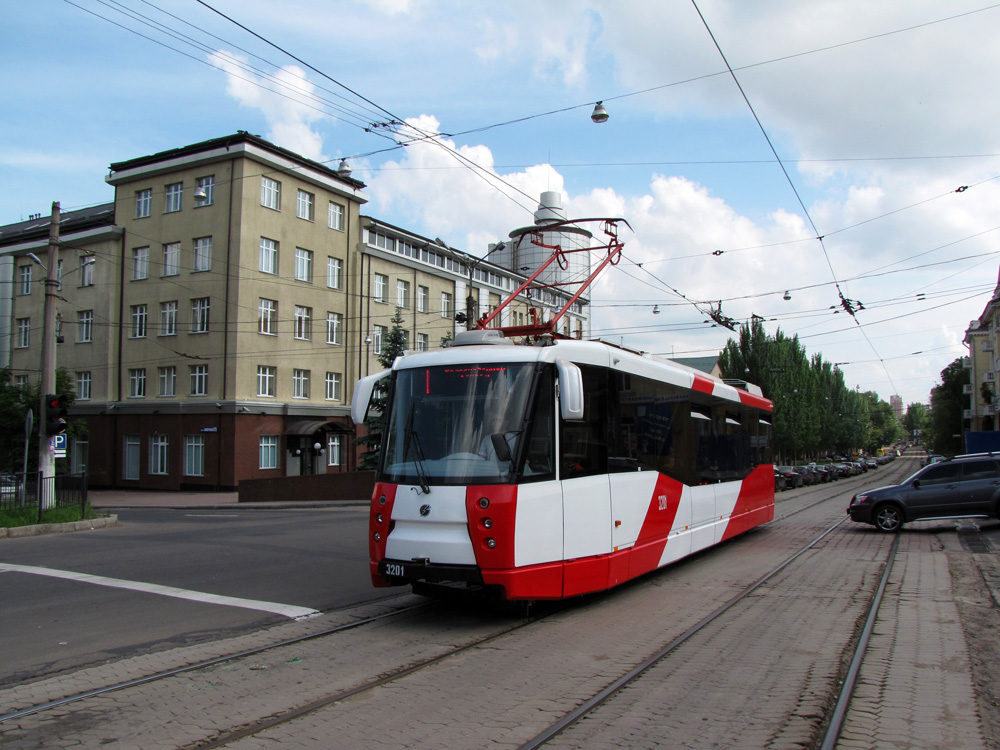

В качестве токоприемника используются полупантографы «Lekov». На некоторые вагоны установлены токоприемники ТПБ.

## Модификации
71-153:
- 71-153 — базовая модель, не способная работать по СМЕ.
- 71-153.3 — модель, способная работать по системе многих единиц. Эксплуатировались только в Москве, но по СМЕ не работали (были лишь обкатки). 11 вагонов в 2018 году были переданы в Ульяновск, 9 вагонов — в Нижний Новгород.
- 71-153.5 — проект вагона двухвагонного поезда для челночного двустороннего движения. Производство не было запущено.

## Эксплуатирующие города
| Город           | Тип      | Начало эксплуатации | Количество единиц           | Бортовые номера |
| --------------- | -------- | ------------------- | --------------------------- | --------------- |
| Тула            | 71-153   | 2008 год            | 1                           | 1               |
| Санкт-Петербург | 71-153   | 2008 год            | 33 (1 ожидает модернизации) | 1401 — 1433     |
| Красноярск      | 71-153   | 2009 год            | 1                           | 007             |
| Ульяновск       | 71-153.3 | 2018 год            | 1                           | 1280            |
| Москва          | 71-153.3 | 2010 год            | 1 (музейный)                | 4910            |

### Санкт-Петербург
11 июня 2008 года в трамвайном парке № 2 имени Леонова состоялась официальная презентация нового вагона, на которой вице-губернатор Александр Полукеев подчеркнул достоинства нового трамвая: 
Мы считаем, что трамвай очень удобный, хороший, красивый и достоин улиц нашего города
16 июня 2008 года в газете Деловой Петербург появилась информация о том, что в следующем году ПТМЗ может лишиться права поставки трамваев для города. В Комитете по транспорту сообщили, что «вагоны ещё далеки от желаемого», а основной претензией является то, что не весь трамвай имеет низкий пол.
19 сентября 2008 года состоялся открытый аукцион на право заключения государственного контракта Санкт-Петербурга на приобретение трамвайных вагонов для государственных нужд Санкт-Петербурга, по результатам которого в 2008 году поставлено два вагона модели ЛМ-2008. Они попали в трамвайный парк № 7 и получили номера 7410 и 7411 (позднее переданы в трамвайный парк № 1 с номерами 1410 и 1411). В июне 2009 года ОАО «Петербургский трамвайно-механический завод» завершило изготовление первых трёх трамвайных вагонов (модель 71-153 ЛМ-2008) из девяти планируемых к поставке для ГУП «Горэлектротранс» г. Санкт-Петербурга в 2009 году. 30 июня 2009 года вагоны были успешно приняты приёмо-сдаточной комиссией Горэлектротранса и переданы в трамвайный парк № 1. В 2010 году произведена закупка 15 таких трамваев. Все они пошли в первый трамвайный парк.

### Тула
29 августа 2008 года между ОАО «Петербургский трамвайно-механический завод» и МУП «Тулгорэлектротранс» заключён контракт на поставку трамвайного вагона модели ЛМ-2008. По словам Главы города Владимира Могильникова ещё десять таких вагонов должны были появиться на улицах города в 2009 году. В переговорах о приобретении вагонов в Санкт-Петербурге принимали участие депутаты областного центра, представители управления транспорта, связи и дорожного хозяйства администрации Тулы, а также МУП «Тулгорэлектротранс».
4 сентября 2008 года вагон ЛМ-2008 № 001 погружен на грузовую платформу, а 6 сентября 2008 года отправлен в Тулу. 8 сентября 2008 года вагон прибыл в Тулу. Широкой публике вагон представлен 11 сентября 2008 года на презентации обновлённой улицы Октябрьской. С момента начала эксплуатации и по настоящее время получил бортовой номер 1. До 2015 года был закреплён на маршруте № 12, с 2015 года работает на маршруте № 7.

### Москва
Первым ЛМ-2008, который появился в Москве, стал вагон 71-153 с заводским номером 8, который был представлен на выставке «Общественный транспорт 2009» 11-13 марта на ВВЦ, где был награждён дипломом как победитель конкурса перспективных разработок для городского электрического транспорта. После её окончания вагон поступил в Нижний Новгород и получил номер 2501.
10 октября 2009 года в Краснопресненское депо поступил вагон с заводским номером 19, получивший бортовой номер 3050. Привод Чергос. С 8 ноября до лета следующего года испытывался с пассажирами по маршруту номер 27, после чего не эксплуатировался. 17 декабря 2010 года поступил в депо им. Русакова и получил номер 5901. 30 июля 2015 года передан в Октябрьское депо и получил номер 4912. 15 декабря вышел на линию. Вскоре сломался и больше не работал.
18 декабря 2009 года в Москву отправлен вагон с заводским номером 20, получивший в Краснопресненском депо бортовой номер 3051. Привод ЭПРО. С 3 февраля 2010 года и до лета также испытывался с пассажирами по маршруту номер 27. В конце декабря 2010 года поступил в депо им. Русакова и получил номер 5902. Весной или летом 2015 года сломался, после чего больше не работал. В Октябрьское депо поступил 16.12.2015, но формально был туда передан раньше, поскольку успел получить номер 4913 до объединения всех депо в Трамвайное управление.
С ноября по декабрь 2010 года в Москву поступил 21 вагон модели 71-153.3 с приводом ЭПРО и изменённой конструкцией кузова:
| Зав. № | Выпущен | В Октябрьском | В Русакова | На линии с | Примечания                                                                    |
| ------ | ------- | ------------- | ---------- | ---------- | ----------------------------------------------------------------------------- |
| 40     | 11.2010 | 4901          | —          | 09.03.2011 | Отправлен в Москву 08.11.2010.                                                |
| 41     | 11.2010 | 4902          | —          | 02.2011    | Отправлен в Москву 09.11.2010.                                                |
| 42     | 11.2010 | 4914          | 5903       | 31.12.2010 | Первый 71-153.3 с пассажирами.                                                |
| 43     | 11.2010 | 4915          | 5904       | 01.01.2011 |                                                                               |
| 44     | 11.2010 | 4903          | —          | 01.2011    | Отправлен в Москву 18.11.2010.                                                |
| 45     | 11.2010 | 4916          | 5905       | 05.01.2011 |                                                                               |
| 46     | 11.2010 | 4917          | 5906       | 02.2011    |                                                                               |
| 47     | 11.2010 | 4904          | —          | 02.2011    |                                                                               |
| 48     | 11.2010 | 4905          | —          | 03.2011    |                                                                               |
| 49     | 12.2010 | 4918          | 5907       | 06.01.2011 |                                                                               |
| 50     | 11.2010 | 4919          | 5908       | 16.01.2011 |                                                                               |
| 51     | 11.2010 | 4906          | —          | 05.2011    |                                                                               |
| 52     | 11.2010 | 4907          | —          | 02.2011    |                                                                               |
| 53     | 11.2010 | 4920          | 5909       | 03.2011    |                                                                               |
| 54     | 12.2010 | 4908          | —          | 03.2011    |                                                                               |
| 55     | 12.2010 | 4909          | —          | 03.2011    | ДТП 19.11.2011. Восстановлен 08.2015, на линии с 09.2015.                     |
| 56     | 12.2010 | 4910          | —          | 03.2011    |                                                                               |
| 57     | 12.2010 | 4921          | 5910       | 02.2011    |                                                                               |
| 58     | 12.2010 | 4911          | —          | 03.2011    |                                                                               |
| 59     | 12.2010 | 4922          | 5911       | 02.2011    |                                                                               |
| 60     | 12.2010 | 4923          | 5912       | 03.2011    | Последний ЛМ-2008 для Москвы. Доставлен с ТРЗ в депо им. Русакова 24.12.2010. |

В конце июля — середине августа 2015 года все 71-153.3 из депо им. Русакова переданы в Октябрьское депо.
К началу 2018 года на линии оставалось работать всего несколько вагонов этого типа.
По состоянию на 2 марта 2018 года эксплуатировался только один вагон с номером 4919 (на всех маршрутах депо без явного закрепления).
Летом 2018 года начата передача вагонов в другие города России. Вагоны №№ 4905, 4914-4923 переданы в Ульяновск, вагоны №№ 4901, 4902, 4903, 4904, 4906, 4907, 4908, 4909, 4911 и 4912 отправлены в Нижний Новгород. Вагон № 4910 был сохранён для музея.

### Нижний Новгород

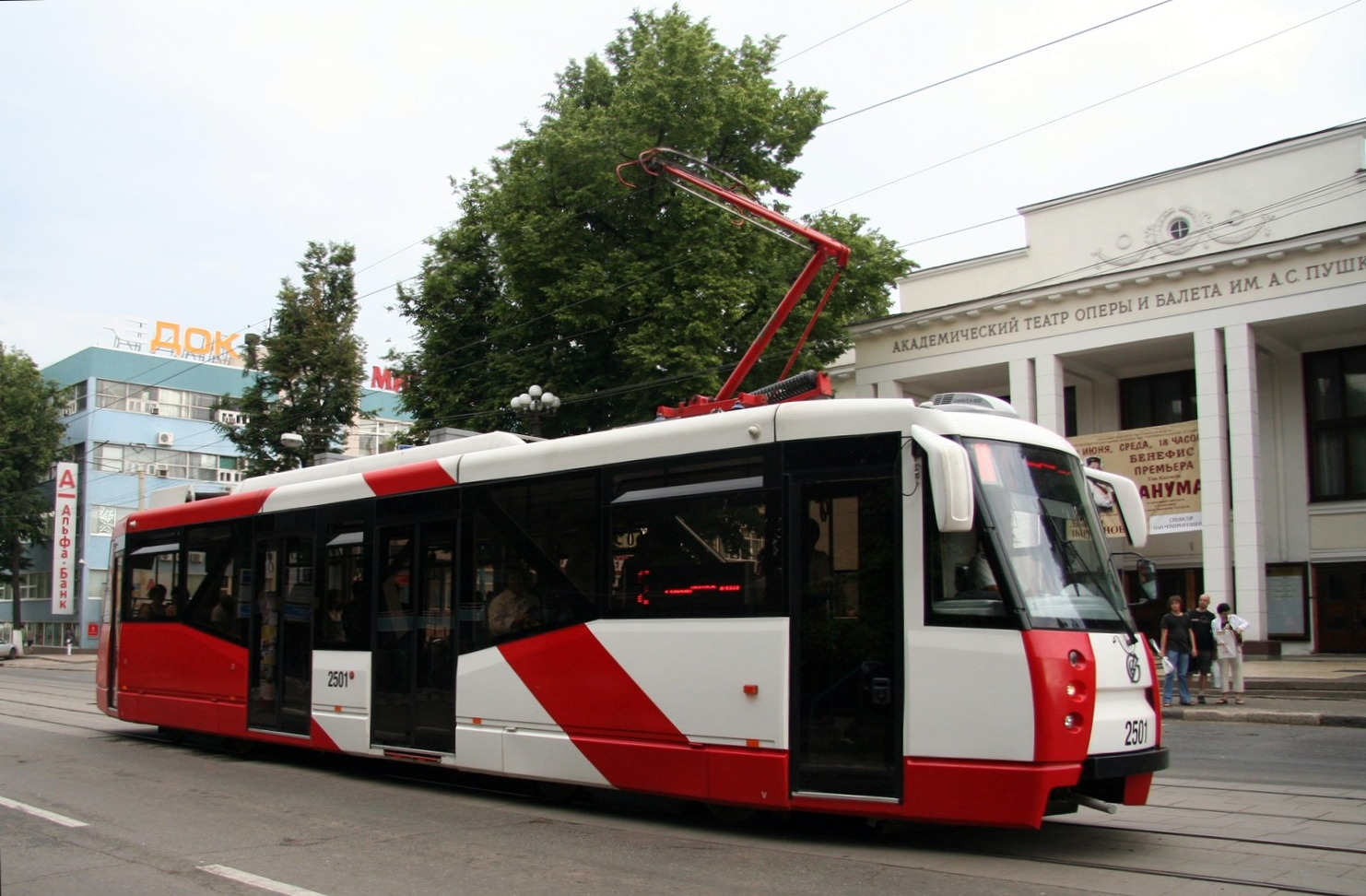
ЛМ-2008 В Нижнем Новгороде

Поступил 15 марта 2009 года в трамвайное депо № 2. Получил номер 2501. После прохождения обкатки был показан прессе и представителям ДТИС 26 марта. 9 вагонов 71-153.3 и 2 вагона 71-153 поступили из Москвы в трамвайное депо № 2. В настоящий момент все пассажирские вагоны выведены из эксплуатации (в ожидании исключения из инвентарного парка)

### Красноярск
Поступил 8 июня 2009 года, получил номер 007, с 11 июня 2009 года работает на маршрутах.

### Донецк
Прибыл в Донецк 4 марта 2010 года для сертификации. 13 марта началась обкатка. 31 мая 2010 года получил бортовой номер 3201 и начал работу с пассажирами на маршруте № 1.
Мариуполь
Прибыл первый 71-153 5 сентября 2012 года и получил бортовой номер 401 зав. 61. Второй вагон прибыл в октябре 2012 года и получил бортовой борт 402 зав 62. Подарок от Метинвест. 402 вагон отстранен в 2017 году и стал донором для 401. 401 отстранен в феврале 2022 года из-за Вторжения России на Украину и Бои за Мариуполь. 401 вагон получил незначительные повреждения, разбитые стёкла.